# ديف ماكاي
ديف ماكاي (بالإنجليزية: Dave MacKay) هو عازف جاز وعازف بيانو أمريكي، ولد في 24 مارس 1932 في سيراكيوز في الولايات المتحدة.

## وصلات خارجية
- ديف ماكاي على موقع ميوزك برينز (الإنجليزية)